# 삼안동
삼안동(三安洞)은 대한민국 경상남도 김해시의 행정동이다. 삼안동은 안동의 일반 공업지역과 삼방동의 대단위 아파트단지를 비롯한 주거지역 및 중심 상업지역으로 구분할 수 있으며, 생산과 소비가 조화를 이루는 자족도시이다. 김해의 명산인 신어산이 삼안동 전체를 병풍처럼 둘러싸고 있으며, 그 자락에 은하사, 동림사, 영구암, 천진암, 반야암 등 고대 유명사찰이 자리잡고 있다. 특히 신어산 산림욕장과 함께 접하여 있는 은하사는 영화 《달마야 놀자》의 촬영지로서 관광객 및 등산객이 즐겨찾는 시민 휴식공간으로 널리 알려져 있다. 또한 가야랜드, 가야골프장, 가야하키장, 동부스포츠센터, 신어산 산악자전거 코스 등 김해시가 자랑하는 레저스포츠 시설과 시립도서관, 공연장을 갖춘 칠암문화센터, 시민 여가활용과 문화창작활동의 장인 안동문화의집 등은 삼안동민이 자부심을 갖게 하는 문화예술공간으로 제공되고 있다.

## 연혁
- 1947년 : 김해군 좌부면 마마리와 삼방리가 각각 안동과 삼방동으로 개칭
- 1981년 : 김해시 승격과 더불어 삼방동과 안동을 합하여 행정동 삼안동으로 안동에 동사무소 개소
- 1993년 : 삼안동 현장민원실 개소(삼방동 한일아파트 상가 2층)
- 1997년 : 동사무소를 현재의 삼방동 178-2번지 신축청사로 이전
- 1998년 : 동사무소와 현장민원실 통합운영(현장민원실 폐쇄)
- 2007년 : 동주민센터로 명칭변경

## 법정동
- 삼방동
- 안동

## 학교
- 삼방초등학교
- 신어초등학교
- 신어중학교
- 영운초등학교
- 영운중학교
- 김해영운고등학교
- 김해삼방고등학교
- 김해한일여자고등학교

## 주거

### 아파트
| 단지명                     | 건설사   | 시행사                    | 주소             | 입주       | 비고 |
| -------------------------- | -------- | ------------------------- | ---------------- | ---------- | ---- |
| 김해 푸르지오 하이엔드 1차 | 대우건설 | ㈜대한토지신탁 ㈜성은개발 | 안동길 31 (안동) | 2023년 8월 |      |
| 김해 푸르지오 하이엔드 2차 | 대우건설 | ㈜무궁화신탁 ㈜성은개발   | 안동길 11 (안동) | 2024년 7월 |      |

## 레저
- 가야랜드
- 가야골프장
- 가야하키장
- 동부스포츠센터
- 신어산 산악자전거 코스